# (216462) Полифонт
(216462) Полифонт (др.-греч. Πολυφόντης) — типичный троянский астероид Юпитера, движущийся в точке Лагранжа L4, в 60° впереди планеты. Астероид был открыт 30 сентября 1973 года голландскими астрономами К. Й. ван Хаутеном, И. ван Хаутен-Груневельд и Томом Герельсом в Паломарской обсерватории и назван в честь Полифонта, полумифического царя Мессении.

Орбита астероида Полифонт и его положение в Солнечной системе